# Gabi Müller
Gabi Müller (n. 21 noiembrie 1974) este o caiacistă ce a reprezentat Elveția, medaliată olimpică. A participat la o ediție a Jocurilor Olimpice (1996) în care a câștigat o medalie de argint.

## Participări
Lista de mai jos prezintă principalele competiții la care a participat Gabi Müller de-a lungul carierei.
- canoeing at the 1996 Summer Olympics – women's K-4 500 metres[*]